# Новохуторное сельское поселение
Новохуторно́е се́льское поселе́ние — муниципальное образование в Красногвардейском районе Белгородской области.
Административный центр — село Новохуторное.

## История
Новохуторное сельское поселение образовано 20 декабря 2004 года в соответствии с Законом Белгородской области № 159.

## Население
| 2010 | 2011 | 2012 | 2013 | 2014 | 2015 | 2016 | 2017 | 2018 |
| ---- | ---- | ---- | ---- | ---- | ---- | ---- | ---- | ---- |
| 883  | ↘880 | ↘849 | ↘823 | ↗832 | ↘816 | ↘806 | ↘778 | ↘776 |
| 2019 | 2020 | 2021 |      |      |      |      |      |      |
| ↘775 | ↗795 | ↘287 |      |      |      |      |      |      |

## Состав сельского поселения
| № | Населённый пункт | Тип населённого пункта       | Население |
| - | ---------------- | ---------------------------- | --------- |
| 1 | Бодяково         | село                         | ↘44       |
| 2 | Горовое          | село                         | ↘352      |
| 3 | Новохуторное     | село, административный центр | ↘487      |